# 안토니오 겔라베르트
안토니오 겔라베르트(스페인어: Antonio Gelabert Armengual, 1921년 9월 7일 ~ 1956년 12월 13일)는 스페인의 레이싱 선수이다. 그는 1950년과 1955년에 스페인 국가대표 챔피언에 발탁하게 되었다. 또한 메이저급 대회에서 수상한 내력도 1949년부터 1955년 사이에 걸쳐 따낸 경력을 쌓은 바 있었다. 또한 투르 드 프랑스에 참여하게 되어 있는 횟수도 역시 많다.